# Formalizm Jonesa
Formalizm Jonesa – matematyczny opis stanu polaryzacji fali elektromagnetycznej, stworzony w 1941 r. przez Roberta C. Jonesa.
Spolaryzowana fala jest reprezentowana jako wektor Jonesa, liniowym elementom układu optycznego odpowiadają macierze Jonesa. Stan polaryzacji fali przechodzącej dostaje się jako iloczyn macierzy elementu i wektora fali padającej.
Wektor Jonesa fali spolaryzowanej przedstawia się jako: {\displaystyle {\begin{pmatrix}E_{x}(t)\\E_{y}(t)\end{pmatrix}},} gdzie {\displaystyle E_{x}(t)} i {\displaystyle E_{y}(t)} to składowe wektora pola elektrycznego w ortogonalnych kierunkach (zazwyczaj poziomy x i pionowy y). Typowo wektor normalizuje się tak, by suma kwadratów składowych wynosiła 1, co upraszcza analizę kosztem informacji o amplitudzie fali. Ponadto często składową x-ową wektora przyjmuje się jako rzeczywistą, co może wiązać się z utratą informacji o fazie fali, niezbędnej przy obliczeniach związanych z interferencją.
W tabeli przedstawiono przykładowe znormalizowane wektory Jonesa ({\displaystyle i} oznacza jednostkę urojoną, {\displaystyle {\sqrt {-1}}}):
| Polaryzacja                        | Wektor Jonesa                                                                        |
| ---------------------------------- | ------------------------------------------------------------------------------------ |
| Polaryzacja liniowa pozioma (oś x) | {\displaystyle {\begin{pmatrix}1\\0\end{pmatrix}}}                                   |
| Polaryzacja liniowa pionowa (oś y) | {\displaystyle {\begin{pmatrix}0\\1\end{pmatrix}}}                                   |
| Polaryzacja liniowa 45° od osi x   | {\displaystyle {\frac {1}{\sqrt {2}}}{\begin{pmatrix}1\\1\end{pmatrix}}}             |
| Polaryzacja linowa -45° od osi x   | {\displaystyle {\frac {1}{\sqrt {2}}}{\begin{pmatrix}1\\-1\end{pmatrix}}}            |
| Polaryzacja kołowa prawoskrętna    | {\displaystyle {\frac {1}{\sqrt {2}}}{\begin{pmatrix}1\\-i\end{pmatrix}}}            |
| Polaryzacja kołowa lewoskrętna     | {\displaystyle {\frac {1}{\sqrt {2}}}{\begin{pmatrix}1\\i\end{pmatrix}}}             |
| Polaryzacja eliptyczna ogólnie     | {\displaystyle {\begin{pmatrix}\cos \alpha \\e^{i\delta }\sin \alpha \end{pmatrix}}} |

Macierze Jonesa przykładowych elementów:
| Element optyczny                                                                  | Macierz Jonesa |
| --------------------------------------------------------------------------------- | --- |
| Polaryzator liniowy o poziomej osi transmisji                                     | {\displaystyle {\begin{pmatrix}1&0\\0&0\end{pmatrix}}}                                                                                   |
| Polaryzator liniowy z pionową osią transmisji                                     | {\displaystyle {\begin{pmatrix}0&0\\0&1\end{pmatrix}}}                                                                                   |
| Polaryzator liniowy z osią transmisji pod kątem 45° względem osi x                | {\displaystyle {\frac {1}{2}}{\begin{pmatrix}1&1\\1&1\end{pmatrix}}}                                                                     |
| Polaryzator liniowy z osią transmisji pod kątem -45° względem osi x               | {\displaystyle {\frac {1}{2}}{\begin{pmatrix}1&-1\\-1&1\end{pmatrix}}}                                                                   |
| Polaryzator liniowy z osią transmisji pod kątem {\displaystyle \varphi } od osi x | {\displaystyle {\begin{pmatrix}\cos ^{2}\varphi &\cos \varphi \sin \varphi \\\sin \varphi \cos \varphi &\sin ^{2}\varphi \end{pmatrix}}} |
| Polaryzator kołowy lewoskrętny                                                    | {\displaystyle {\frac {1}{2}}{\begin{pmatrix}1&-i\\i&1\end{pmatrix}}}                                                                    |
| Polaryzator kołowy prawoskrętny                                                   | {\displaystyle {\frac {1}{2}}{\begin{pmatrix}1&i\\-i&1\end{pmatrix}}}                                                                    |
| Filtr szaroodcieniowy o transmisji 0 < p < 1                                      | {\displaystyle {\begin{pmatrix}p&0\\0&p\end{pmatrix}}}                                                                                   |
| Płytka ćwierćfalowa z osią szybką w kierunku x                                    | {\displaystyle e^{i\pi /4}{\begin{pmatrix}1&0\\0&-i\end{pmatrix}}}                                                                       |
| Płytka ćwierćfalowa z osią szybką w kierunku y                                    | {\displaystyle e^{i\pi /4}{\begin{pmatrix}1&0\\0&i\end{pmatrix}}}                                                                        |
| Płytka półfalowa z osią szybką w kierunku x                                       | {\displaystyle {\begin{pmatrix}i&0\\0&-i\end{pmatrix}}}                                                                                  |
| Płytka półfalowa z osią szybką w kierunku y                                       | {\displaystyle {\begin{pmatrix}-i&0\\0&i\end{pmatrix}}}                                                                                  |

Macierz Jonesa elementu optycznego obróconego wokół osi optycznej o kąt θ oznacza się M(θ) i powstaje z macierzy elementu nieobróconego M jako:
{\displaystyle M(\theta )=R(-\theta )\,M\,R(\theta ),}
gdzie {\displaystyle R(\theta )={\begin{pmatrix}\cos \theta &\sin \theta \\-\sin \theta &\cos \theta \end{pmatrix}}.}
Należy zwrócić uwagę na fakt, iż formalizm Jonesa stosować można jedynie do fali całkowicie spolaryzowanej. W przeciwnym wypadku stosowny opis matematyczny daje bardziej złożony rachunek Muellera.